# Bergsfriden
Bergsfriden eller asylrätt var från medeltiden till 1700-talet i Sverige en uppgörelse mellan dömda brottslingar och staten om att straffet omvandlades till livstids arbete vid någon gruva.
Bakgrunden till bergsfriden var att det var svårt att tillgodose bergsbrukens behov av arbetskraft; gruvorna var centrala tillgångar i den svenska ekonomin från medeltiden. Bergsfriden finns beskriven i de första bergsprivilegierna från det tidiga 1300-talet vid Västra och Östra berget i Närke (Lekebergslagen, Lerbäcks- och Nora bergslag) och Stora Kopparberget. Den innebar att både manliga och kvinnliga biltoga och andra fredlösa frivilligt kunde få sina straff omvandlade till att livet ut arbeta vid någon av gruvorna, som en asyl. 
Hur asylrätten reglerades var tämligen likartat i de olika bergslagen. I Stora Kopparbergets och Sala silvergruvas första privilegier medgavs inte dem bergsfrid som mördat sina herrar, förrädare, uppenbara tjuvar, och heller inte kvinnofridskränkare. ("vtæn han se morþære sins hærræ. forraþære. oppinbar þyuuer. allr þæn friþ bryter a quinnom"). På 1500-talet kunde även mördare få asyl. I Sala silvergruva uppbars till och med avrad av två "lösa kvinnor" år 1530, som låg där "på deras skalkhet och onda leverne". Bergsfriden var förverkad om fången någonsin avvek från gruvområdet. Arbetarna vid gruvorna var därför bevakade av knektar. Asylen gällde bara på gruvområdet, och det fanns ingen möjlighet för en fånge att söka arbete vid något annat bergslag. Däremot hade alla större gruvor asylrätt, från Tuna bergslag och Stora Kopparberget, till Kengis.
Ett liknande förfarande skedde med lösdrivare, som bergsfogdar utan att något annat brott begåtts kunde döma till livstids gruvarbete om de befann sig vid gruvans område. Också krigsfångar från Danmark, Ryssland och Polen användes som arbetskraft vid svenska gruvor. Dessa tre grupper utgjorde en stor del av arbetskraften vid bergslagen. Barn användes emellertid inte eftersom de ansågs vara för tjuvaktiga. Däremot kunde "räddhugan knekt" hamna i Bergslagen i stället för att sändas ut i fält. Gruvornas arbetsförhållanden till mitten av 1700-talet har liknats vid koncentrationsläger.
Täkterätten gällde även de som omfattades av bergsfriden, män som kvinnor. Det var en rätt att bryta mark vid gruvområdet för att upplåta till odling och nybygge. Täktekarlen hade rätten till gården, och hade bergsfrälse, det vill säga var befriad från jordskatt. För att klara den dagliga överlevnaden fick fångarna lön, men de fick inte handla på torg. De fick heller inte bruka något som kunde användas som vapen.
Asylrätten kom sedermera att övergå i straffarbete, vilket i teorin var ett annat straff samt ofta tidsbestämt.